# Kleine Werder
Kleine Werder (que en alemán quiere decir: Pequeño Werder) es el nombre que recibe una isla deshabitada en el mar Báltico que está rodeada por varias islas más pequeñas que pertenecen al país europeo de Alemania, siendo parte administrativamente del estado de Mecklemburgo-Pomerania Occidental.
La isla se encuentra al este de la península Werder grande y también al oeste de la isla deshabitada de Bock. De esta isla también está separada por canales estrechos y poco profundos.